# Liste der Biografien/Bew
Liste der Biografien |
Portal Biografien |
Personensuche
# |
A |
B |
C |
D |
E |
F |
G |
H |
I |
J |
K |
L |
M |
N |
O |
P |
Q |
R |
S |
T |
U |
V |
W |
X |
Y |
Z |
?
 
Ba |
Be |
Bd |
Bg |
Bh |
Bi |
Bj |
Bl |
Bm |
Bn |
Bo |
Br |
Bs |
Bu |
Bw |
By |
Bz
 
Bea–Beb |
Bec |
Bed |
Bee |
Bef |
Beg |
Beh |
Bei |
Bej |
Bek |
Bel |
Bem |
Ben |
Beo |
Bep |
Beq |
Ber |
Bes |
Bet |
Beu |
Bev |
Bew |
Bex |
Bey |
Bez
Die Liste der Biografien führt alle Personen auf, die in der deutschsprachigen Wikipedia einen Artikel haben. Dieses ist eine Teilliste mit 30 Einträgen von Personen, deren Namen mit den Buchstaben „Bew“ beginnt.

## Bew
- Bew, Paul, Baron Bew (* 1950), nordirischer Historiker und Politiker

### Bewa
- Bewarder, Manuel (* 1980), deutscher Journalist

### Bewe
- Bewejew, Mingijan Walerjewitsch (* 1995), russischer Fußballspieler
- Bewer, Clemens (1820–1884), deutscher Historien- und Porträtmaler der Romantik
- Bewer, Julius August (1877–1953), deutscher evangelischer Theologe
- Bewer, Max (1861–1921), deutscher Schriftsteller und Dichter
- Bewer, Rudolf (1855–1930), deutscher Reichsgerichtsrat
- Bewermeyer, Heiko (* 1940), deutscher Neurologe, Klinikleiter und Hochschullehrer
- Bewernitz, Torsten (* 1975), deutscher Politikwissenschaftler
- Bewersdorf, Heinz (1938–2015), deutscher Fußballtrainer
- Bewersdorf, Jörg (1940–2020), deutscher Jurist, Präsident des OLG Bremen
- Bewersdorf, Uwe (* 1958), deutscher Eiskunstläufer
- Bewersdorff, Jörg (* 1958), deutscher Mathematiker
- Bewersdorff, Ullrich (1920–2008), deutscher Maler und Grafiker
- Bewerunge, Heinrich (1862–1923), deutscher Kirchenmusiker
- Bewerunge, Karl (1913–1993), deutscher Landwirt und Politiker (CDU), MdB
- Bewes, Diccon (1967–2025), britisch-schweizerischer Autor und Reisejournalist

### Bewi
- Bewick, Thomas (1753–1828), englischer Grafiker und Holzschneider
- Bewicke-Copley, Godfrey, 7. Baron Cromwell (* 1960), englischer Adliger und Mitglied des House of Lords
- Bewig, Frank (* 1975), deutscher Politologe und Politiker (CDU)
- Bewig, Käthe (1881–1957), deutsche Malerin
- Bewilogua, Ludwig (1906–1983), deutscher Physiker und Hochschullehrer
- Bewing, Émile (1907–1998), luxemburgischer Radsportler

### Bewk
- Bewkes, Jeffrey (* 1952), US-amerikanischer Manager

### Bewl
- Bewley, Charlie (* 1981), britischer SchauspielerCharlie Bewley (* 1981)

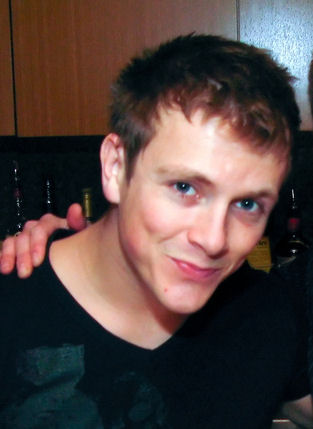
Charlie Bewley (* 1981)

- Bewley, Henry (1804–1876), irischer Geschäftsmann
- Bewley, Sam (* 1987), neuseeländischer Bahn- und Straßenradrennfahrer

### Bewo
- Béwouda, Hortense (* 1978), kamerunische Sprinterin

### Bews
- Bews, Jackson (* 1993), britischer Schauspieler
- Bewsa, Petro (* 1963), ukrainischer Maler